# Max Riedel
Max Riedel (* 14. Dezember 1903 in Berlin; † 12. April 1990 in Ost-Berlin) war ein deutscher kommunistischer
Widerstandskämpfer.

## Leben
Riedel wuchs in Berlin-Moabit auf. Nach der Volksschule erlernte er ab April 1918 das Sattlerhandwerk in Berlin-Wilmersdorf.
1918 trat Riedel in die Sozialistische Arbeiter-Jugend (SAJ) ein, 1919 wechselte er zur USPD-nahen Freien Sozialistische Jugend (FSJ). 1920 wurde er Mitglied der KPD, für die er ab 1923 Funktionen in der Unterbezirksleitung Berlin-Moabit übernahm.
Von 1921 bis 1923 arbeitete Riedel in der Botschaft der Sowjetunion. Danach arbeitete er als Sattler in verschiedenen Berliner Betrieben.
Nach dem Beginn des Nationalsozialismus war Riedel Mitglied der illegalen KPD-Unterbezirksleitung Berlin-Moabit. Er übernahm eine besondere Verantwortung für die illegalen Betriebsgruppen bei der Firma Osram, bei der AEG-Turbinenbau und der Firma Ludwig Loewe & Co. in Berlin-Moabit. Zugleich war Riedel aktiv an der Herstellung und Verbreitung illegaler Schriften, in denen gegen das NS-Regime agitiert wurde, beteiligt.
Mitte Januar 1934 verhaftete die Gestapo Riedel. Er wurde schwer misshandelt. Ab 1. Februar 1934 befand sich Riedel in Untersuchungshaft im Gefängnis in Berlin-Moabit. Am 30. August 1934 verurteilte ihn das Berliner Kammergericht wegen „Vorbereitung zum Hochverrat“ zu 21 Monaten Zuchthausstrafe. Die Haftzeit verbüßte er im Zuchthaus Luckau.
Nach der Entlassung aus der Haft war Riedel erneut als Sattler tätig. Er beteiligte sich weiterhin am Widerstand gegen das NS-Regime, unter anderem mit Bernhard Zessin. Zugleich unterstützte Riedel die Angehörigen politisch verfolgter Kommunisten finanziell.
Im Januar 1943 wurde Riedel zur Wehrmacht einberufen. Er geriet in Norddeutschland in britische Kriegsgefangenschaft. Anfang 1946 kehrte er nach Berlin zurück und trat der SED bei. Riedel wurde zunächst Leiter eines Umsiedlerlagers. Danach war er in der Zentralverwaltung für Umsiedler und in der Deutschen Wirtschaftskommission (DWK) beschäftigt. Später arbeitete Riedel im VEB Glasbearbeitung und Schleifmittel in Berlin-Weißensee.